# Хёсэцу-но мон
Хёсэцу-но мон (яп. 氷雪の門 Хё:сэцу-но мон, «Ворота льда и снега») — памятник и мемориал, созданный в 1963 году японскими уроженцами Карафуто (Сахалина) в память о потерянной родине и обо всех погибших на Сахалине японцах. Так как в советский период въезд на Сахалин для японцев был закрыт, они не имели возможности совершать хакамаири, посещение могил родственников, оставшихся за проливом Лаперуза, поэтому в дни Обон посещали созданный мемориал.
Памятник располагается в парке на вершине холма в черте города Вакканай, самого северного города Японии. К нему ведут серпантин и пешеходная тропа от храма Хокумон, называемая «дорогой танка».
Недалеко от ворот располагается Кунин-но отомэ-но дзо (яп. 九人の乙女の像), памятник девяти японским девушкам-телефонисткам из города Маока (Холмск), погибшим при штурме города советским десантом 20 августа 1945 года.

## Надпись на постаменте
С этой земли люди переселялись на Карафуто, сюда же с Карафуто и вернулись.

После войны даже этот путь стал наглухо закрыт.

Спустя 18 лет, чтобы облегчить тоску по родине и утешить духов многих погибших на Карафуто соотечественников, постоянно наблюдая видимые невооружённым глазом холмы родной земли Карафуто, господин Кихара Тоёдзиро и господин Сасаи Ясукадзу, с воодушевлением и с одобрения национального союза Карафуто, а также с согревающей сердца поддержкой всей страны воздвигают на этом месте памятник.

Здесь были установлены статуя женщины, символизирующая выживших среди сурового льда и снега людей, ворота тоски по родине и 3 камня, объединённые в один шедевр скульптором Хонго Сином.

Этот памятник был назван «Воротами снега и льда».

15 августа 38 года эпохи Сёва

Мэр города Вакканай Хамамори Тацуо
Оригинальный текст (яп.)
人々はこの地から樺太に渡り、樺太からここへ帰った

戦後はその門もかたく鎖された

それから十八年、望郷の念止みがたく樺太で亡くなった多くの同胞の霊を慰めるべく、肉眼で樺太の見えるゆかりの地の丘に、木原豊次郎氏、笹井安一氏の熱意と、全国樺太連盟の賛同、並びに全国からの心あたたまる協力によって、ここに記念碑を造る

氷と雪の中で、きびしく生き抜いた人々を象徴する女人像、望郷の門、霊石を三位一体とする彫刻家本郷新先生の力作がここに出来上がった

この記念碑を氷雪の門と命名した

昭和三十八年八月十五日

稚内市長　浜森辰雄